# Луис Лики
Луис Лики (енгл. Louis Seymour Bazett Leakey; Кабете, 7. август 1903 — Лондон, 1. октобар 1972) је био кенијски археолог и природњак. Веровао је да је Африка колевка људске цивилизације, мада се многи нису с тим слагали. Рођен је у Кенији. Отпочео је ископавања фосилних остатака у Великом афричком рову на истоку континента, а 1959. годие су он и његова супруга Мери открили до тада најстарији камени алат. Ликијево убеђење да су људи пореклом из источне Африке довело је до открића најважнијих фосила, укључујући и фосиле преисторијских човеколиких мајмуна. Ликијев син Џонатан открио је Homo habilisa, други син Ричард дечака из Туркане (Homo erectus), а његова супруга отиске стопала у Летолију.
Написао је 20 књига и преко 150 научних радова.